# A Pobra do Caramiñal
A Pobra do Caramiñal là đô thị của Tây Ban Nha ở tỉnh A Coruña trong cộng đồng tự trị của Galicia.